# بريديفين
بريديفين (بالفرنسية: Prédefin)‏ هي بلدية تقع في إقليم باد كاليه من منطقة نور با دو كاليه في شمال فرنسا. تبلغ مساحة هذه المدينة 3.82 (كم²)، وترتفع عن سطح البحر 171 م، يبلغ عدد سكانها 195 نسمة حسب إحصاء المعهد الوطني للإحصاء والدراسات الاقتصادية سنة 2009 م. وترأس Claude Prudhomme البلدية خلال فترة (2008-2014).